# 巴伦西亚 (委内瑞拉)
巴伦西亚（西班牙語：Valencia）是委內瑞拉卡拉沃沃州首府，為委內瑞拉第三大城市，亦是该國一座重要的工业城市，又被稱為“委內瑞拉工業之都”。其位于西中部海岸山脉南麓的巴伦西亚谷地，海拔不到500米。城市始建于1555年，是全国最富庶的农业区域。該市的鬥牛场是南美洲最大的鬥牛场，经常举行盛大的鬥牛活动。

## 交通
瓦倫西亞地鐵於2007年開通，共有9座車站。

## 友好城市
- 義大利 拿坡里[3]
- 西班牙 瓦倫西亞
- 羅馬尼亞 錫比烏
- 保加利亚 普羅夫迪夫